# SE-04
A SE-04 é uma via do município de Nova Iguaçu, chamada de Rua Luiz Guimarães. Possui 1,4 km de extensão, ligando o Centro à Via Dutra. Como corta o Centro de Nova Iguaçu, tem trânsito complicado durante quase todo o dia.
- Rua Luiz Guimarães no Google Maps